# Джафна
Джафна (там. யாழ்ப்பாணம், синг. යාපනය) — місто на півночі Шрі-Ланки, адміністративний центр Північної провінції.

## Клімат
Місто знаходиться у зоні, котра характеризується кліматом тропічних саван. Найтепліший місяць — квітень із середньою температурою 29.4 °C (85 °F). Найхолодніший місяць — січень, із середньою температурою 25 °С (77 °F).
| Клімат Джафни           | Клімат Джафни | Клімат Джафни | Клімат Джафни | Клімат Джафни | Клімат Джафни | Клімат Джафни | Клімат Джафни | Клімат Джафни | Клімат Джафни | Клімат Джафни | Клімат Джафни | Клімат Джафни | Клімат Джафни |
| Показник                | Січ.          | Лют.          | Бер.          | Квіт.         | Трав.         | Черв.         | Лип.          | Серп.         | Вер.          | Жовт.         | Лист.         | Груд.         | Рік           |
| Абсолютний максимум, °C | 31            | 32            | 35            | 36            | 35            | 35            | 35            | 34            | 34            | 33            | 32            | 30            | 36            |
| Середній максимум, °C   | 28            | 30            | 32            | 32            | 31            | 30            | 30            | 30            | 30            | 30            | 28            | 27            | 30            |
| Середня температура, °C | 25            | 26            | 28            | 29            | 29            | 28            | 28            | 28            | 28            | 27            | 25            | 24            | 27            |
| Середній мінімум, °C    | 22            | 22            | 24            | 26            | 27            | 27            | 26            | 26            | 26            | 25            | 23            | 22            | 25            |
| Абсолютний мінімум, °C  | 17            | 17            | 16            | 22            | 22            | 22            | 21            | 22            | 21            | 20            | 19            | 18            | 16            |
| Норма опадів, мм        | 70            | 30            | 20            | 50            | 40            | 10            | 20            | 30            | 60            | 230           | 380           | 260           | 1270          |
| Днів з дощем            | 5             | 3             | 2             | 4             | 3             | 1             | 1             | 2             | 4             | 8             | 8             | 8             | 33            |
| Вологість повітря, %    | 78            | 74            | 74            | 76            | 80            | 81            | 81            | 81            | 81            | 81            | 84            | 80            | 79            |
| ----------------------- | ------------- | ------------- | ------------- | ------------- | ------------- | ------------- | ------------- | ------------- | ------------- | ------------- | ------------- | ------------- | ------------- |
| Джерело: Weatherbase    |               |               |               |               |               |               |               |               |               |               |               |               |               |

## Історія
Місто має дуже давню історію, він згадується в такому древньому тексті, як «Махавамса».
Наприкінці XX — початку XXI ст. місто опинилося в центрі громадянської війни, внаслідок чого сильно постраждав.

## Населення
Історично в Джафні жили люди різних віросповідань, однак у результаті етнічних «чисток», проведених у 1990-х роках угрупуванням «Тигри визволення Таміл-Ілама», мусульмани були вигнані з міста. Сучасне місто населене в основному тамілами, 85 % яких є індуїстами.